# Volleyboll vid olympiska sommarspelen 2012
De olympiska turneringarna 2012 i volleyboll och beachvolleyboll avgjordes mellan den 27 juli och 12 augusti 2012 i London i Storbritannien.

## Medaljsammanfattning

### Beachvolleyboll
| Gren                         | Guld                                           | Guld                                           | Silver                              | Silver                              | Brons                                     | Brons                                     |
| ---------------------------- | ---------------------------------------------- | ---------------------------------------------- | ----------------------------------- | ----------------------------------- | ----------------------------------------- | ----------------------------------------- |
| Damernas turnering detaljer  | Misty May-Treanor - Kerri Walsh Jennings (USA) | Misty May-Treanor - Kerri Walsh Jennings (USA) | Jennifer Kessy - April Ross (USA)   | Jennifer Kessy - April Ross (USA)   | Juliana Felisberta – Larissa França (BRA) | Juliana Felisberta – Larissa França (BRA) |
| Herrarnas turnering detaljer | Julius Brink – Jonas Reckermann (GER)          | Julius Brink – Jonas Reckermann (GER)          | Alison Cerutti – Emanuel Rego (BRA) | Alison Cerutti – Emanuel Rego (BRA) | Mārtiņš Pļaviņš – Jānis Šmēdiņš (LAT)     | Mārtiņš Pļaviņš – Jānis Šmēdiņš (LAT)     |

### Volleyboll
| Gren                         | Guld | Guld | Silver | Silver | Brons | Brons |
| ---------------------------- | --- | --- | --- | --- | --- | --- |
| Damernas turnering detaljer  | Brasilien Fabiana Claudino (kapten) Dani Lins Paula Pequeno Adenízia da Silva Thaísa Menezes Jaqueline Carvalho Fernanda Ferreira Tandara Caixeta Natália Pereira Sheilla Castro Fabiana de Oliveira Fernanda Garay | Brasilien Fabiana Claudino (kapten) Dani Lins Paula Pequeno Adenízia da Silva Thaísa Menezes Jaqueline Carvalho Fernanda Ferreira Tandara Caixeta Natália Pereira Sheilla Castro Fabiana de Oliveira Fernanda Garay | USA Danielle Scott-Arruda Tayyiba Haneef-Park Lindsey Berg (kapten) Tamari Miyashiro Nicole Davis Jordan Larson Megan Hodge Christa Harmotto Logan Tom Foluke Akinradewo Courtney Thompson Destinee Hooker | USA Danielle Scott-Arruda Tayyiba Haneef-Park Lindsey Berg (kapten) Tamari Miyashiro Nicole Davis Jordan Larson Megan Hodge Christa Harmotto Logan Tom Foluke Akinradewo Courtney Thompson Destinee Hooker | Japan Hitomi Nakamichi Yoshie Takeshita Mai Yamaguchi Erika Araki (kapten) Kaori Inoue Maiko Kano Yuko Sano Ai Otomo Risa Shinnabe Saori Sakoda Yukiko Ebata Saori Kimura                 | Japan Hitomi Nakamichi Yoshie Takeshita Mai Yamaguchi Erika Araki (kapten) Kaori Inoue Maiko Kano Yuko Sano Ai Otomo Risa Shinnabe Saori Sakoda Yukiko Ebata Saori Kimura                 |
| Herrarnas turnering detaljer | Ryssland Nikolaj Apalikov Taras Chtej Sergej Grankin Sergej Tetjuchin Aleksandr Sokolov Jurij Berezhko Aleksandr Butko Dmitrij Muserskij Dmitrij Ilinitj Maksim Michajlov Aleksandr Volkov Aleksej Obmotjaev        | Ryssland Nikolaj Apalikov Taras Chtej Sergej Grankin Sergej Tetjuchin Aleksandr Sokolov Jurij Berezhko Aleksandr Butko Dmitrij Muserskij Dmitrij Ilinitj Maksim Michajlov Aleksandr Volkov Aleksej Obmotjaev        | Brasilien Bruno Rezende Wallace de Souza Sidnei Santos Leandro Neves Gilberto Godoy Filho Murilo Endres Sérgio Santos Thiago Alves Rodrigo Santana Lucas Saatkamp Ricardo Garcia Dante Amaral              | Brasilien Bruno Rezende Wallace de Souza Sidnei Santos Leandro Neves Gilberto Godoy Filho Murilo Endres Sérgio Santos Thiago Alves Rodrigo Santana Lucas Saatkamp Ricardo Garcia Dante Amaral              | Italien Luigi Mastrangelo Simone Parodi Samuele Papi Michal Lasko Ivan Zajtsev Dante Boninfante Cristian Savani Dragan Travica Alessandro Fei Emanuele Birarelli Andrea Bari Andrea Giovi | Italien Luigi Mastrangelo Simone Parodi Samuele Papi Michal Lasko Ivan Zajtsev Dante Boninfante Cristian Savani Dragan Travica Alessandro Fei Emanuele Birarelli Andrea Bari Andrea Giovi |

Denna tabell: visa • redigera